# NGC 347
NGC 347 (ook wel PGC 3673 of MCG -1-3-63) is een sterrenstelsel in het sterrenbeeld Walvis. NGC 347 ligt op ongeveer 231 miljoen lichtjaar afstand van de Aarde.
NGC 347 werd op 27 september 1864 ontdekt door de Duitse astronoom Albert Marth.

## HD 6031
Vanaf de aarde gezien staat het stelsel NGC 347 schijnbaar dicht bij de ster HD 6031 (magnitude 7). Op sommige telescopisch verkregen foto's waar NGC 347 op te zien is, kan tevens het schijnsel van HD 6031 opgemerkt worden. Zie ook de stelsels NGC 345, NGC 349, en NGC 350 die zich eveneens schijnbaar dicht bij HD 6031 bevinden.